# 초두부탕
초두부탕은 살아 있는 미꾸라지와 두부를 함께 넣고 끓여 미꾸라지가 두부 속으로 들어가 익으면 이것을 채소와 함께 끓인 음식이다.